# ヴェルディッキオ
ヴェルディッキオ (伊: Verdicchio、イタリア語: [verˈdikkjo]) またはヴェルディッキオ・ビアンコ (伊: Verdicchio bianco) は、主にイタリア中部のマルケ州で栽培されている、ワイン用白ブドウ品種である。 ヴェルディッキオという名称は、緑を意味するヴェルデ (伊: verde) に由来し、このブドウから作られたワインが帯びる黄緑がかった色合いを指す。
ヴェルディッキオは、マチェラータ県およびアンコーナ県で生産される統制原産地呼称 (D.O.C.) 認定ワイン、ヴェルディッキオ・ディ・マテリカ DOCおよびヴェルディッキオ・デイ・カステッリ・ディ・イェージ DOCの主体品種である。非発泡性のスティルワインに加えて、スパークリングワインやストローワインにも使用される。

## 起源と歴史
非常に古くからある品種であるものの、古い時代の記録が残っておらず、起源や原産地については詳しいことが分からない。現在のところ、ヴェネトが原産地でありマルケに伝播したとする仮説が有力である。というのも、ヴェネチア商人は様々なブドウ品種（たとえばマルヴァジーア）をイタリア各地に伝えたことで有名であり、ペスト禍によって荒廃したマルケには、15世紀末にヴェネトから農民が移住して家畜や農作物を持ち込んでいるからである。さらに、ヴェネト州のヴェルディッキオ（トレッビアーノ・ディ・ソアーヴェ）のほうがマルケ州のものよりも遺伝子の変異性が強く、遺伝的浮動に従えば、このことはマルケよりもヴェネトのほうが伝播元に近いことを示している。
ヴェネトおよびマルケでは、さまざまな「トレッビアーノ」種の存在を示す記録が少なくとも13世紀以降（特にヴェネトにおいて）豊富にあり、そのなかの一部はヴェルディッキオにあたる品種だと思われる。イタリア中部では少なくとも15世紀には栽培されるようになった。「ヴェルディッキオ」の名称が初めて登場したのは、1569年の文書においてであり、1579年にはマテリカの公証人ニッコロ・アットゥッチが地場ブドウとして言及している。
ヴェネトでは20世紀に至るまで「トレッビアーノ」に類する名称（トレビアーノ (Trebiano) 、トゥルビアーナ (Turbiana) 、トルビアーナ (Torbiana) など）で呼ばれ続けた一方、ヴェルディッキオは17世紀末にはマルケ以外のイタリア中部でも紹介されるようになり、18世紀末以降、ワイン用白ブドウ品種として広く栽培されるようになった。ラツィオ州ではトレッビアーノ・ヴェルデと呼ばれ、19世紀末のフィロキセラ禍で消滅しかけたが、近年復活した。同様に、トレンティーノ＝アルト・アディジェ州に古くからある品種、ペヴェレッラ (Peverella)（ボルツァーノ県ではプフェッファー (Pfeffer) の名で知られる）も、サン・ミケーレ・アッラディージェの研究所や在野のブドウ品種学者の努力によって絶滅を免れた。
1906年に農学者ジローラモ・モロンはトレッビアーノ・ディ・ソアーヴェがトレッビアーノ・トスカーノとは別品種であると考え、1970年にイタリア政府は独立した品種として認定・登録した。しかしながらヴェルディッキオと同一品種であると認定されるのは1990年代まで遅れ、その後も同一品種と認定されながらトレッビアーノ・ディ・ソアーヴェとヴェルディッキオが別個に登録された奇妙な状態が続いている。
上記のように別名で登録された同一品種が各地に存在することから、ヴェルディッキオの正確な栽培面積を知ることは難しい。2010年に実施されたブドウ樹の統計によると、イタリアにおけるヴェルディッキオの栽培総面積は2,838ヘクタール、内2,300ヘクタールはマルケ州内にあるとされる。これに加えてトレッビアーノ・ディ・ソアーヴェの栽培面積は2,226ヘクタールと記録されている。

## クローン・他品種との関係・交配種

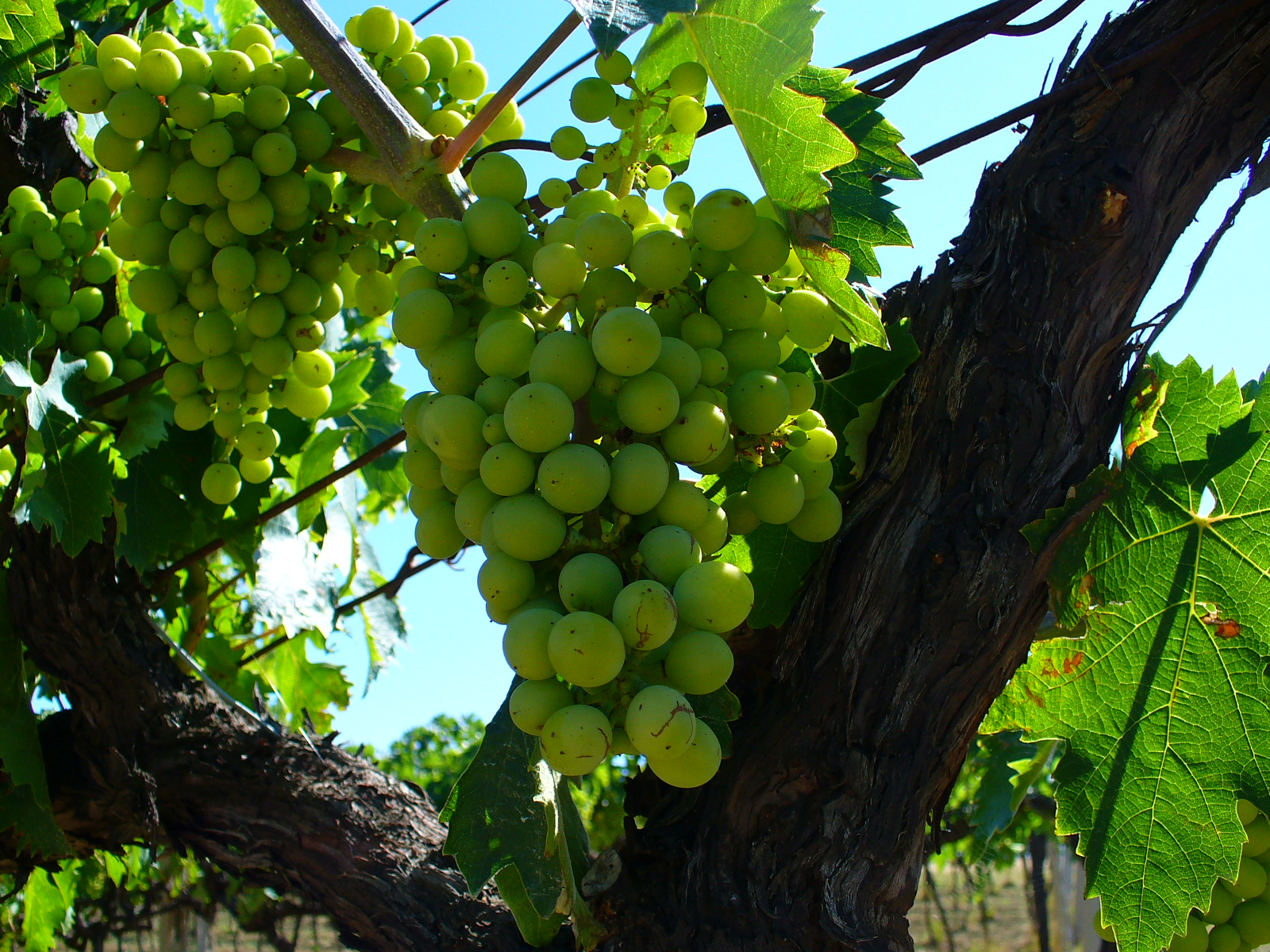
ヴェルディッキオとトレッビアーノ（写真）は、いくつか共通の別名をもっており、時折両者が混同されることもある。

ヴェルディッキオは、イタリアの広範な地域で栽培され、長い歴史のなかで各地のテロワールに適応し、それぞれ性格の異なるワインを生み出す、さまざまのクローンや生物型（バイオタイプ）を派生させていった。これらは多種多様な別名（下記参照）でも知られている。

### クローン
DNA型鑑定が普及する以前の1991年、カロとコスタクルタらのチームはヴェルディッキオとトレッビアーノ・ディ・ソアーヴェが同一品種であるという研究を発表し、2001年に実施されたDNA型鑑定によって彼らの説は裏付けられた。
その他の「トレッビアーノ」とヴェルディッキオとの関係については、見解が分かれている。イタリア農業政策省のデータベースやD.O.P.規定では、2008年のギドーニらによるDNA型鑑定の研究結果に基づき、トレッビアーノ・ディ・ルガーナ (Trebbiano di Lugana) はトレッビアーノ・ヴァルテネージ (Trebbiano Valtenesi) と同様、ヴェルディッキオと同一品種であると認定されており、多くの書物もこの見解に従っている。一方、ヴァンティーニらによって2003年に行われたDNA型鑑定では、遺伝子座VVMD36に異常アレルが認められ、トレッビアーノ・ディ・ルガーナはトレッビアーノ・ディ・ソアーヴェ（およびヴェルディッキオ）とは別の生物型であると結論づけた。ルガーナ（ガルダ湖沿岸）の生産者は、後者の見解に基づいてトレッビアーノ・ディ・ルガーナをトゥルビアーナ (Turbiana) と改称し、全くの別品種として扱う動きを見せている。
別のDNA型鑑定では、トレンティーノ＝アルト・アディジェ州に古くからある品種、ペヴェレッラ（ボルツァーノ県での現地名はプフェッファー）もまたヴェルディッキオと同一品種であることが判明した。ブラジルにも同名のペヴェレッラというブドウ品種が存在するが、2009年のDNA型鑑定でヴェルディッキオであることが明らかになっている。
ブルーノ・ブルーニの1962年の解説によると、ヴェルディッキオのクローンは大別して、果皮色が緑に近く密着粒のものと黄金色で疎着粒のものの2種類があるという。両者は混植状態にあるものの、後者はヴェルティッキオ・ストラッチオーネ、ヴェルディッキオ・ジャッロ、ヴェルディッキオ・スクロッカレッロ、ヴェルディッキオ・ドラテッロなどの別名で知られ、前者よりも果実の成熟具合が良好で、強めの剪定にも堪える。
イアン・ダガータによると、ヴェルディッキオの良質なクローンのなかでは、R2 (RAUSCEDO 2) は収量が非常に高く、日常的に消費するタイプのワインに向いているという。それに対しCSV (CSV - AP VE2/VE5) は果皮が厚く、遅摘みタイプのワインやスパークリングワインに適している。ERPT 155とCVP 01-162はトレッビアーノ・ディ・ルガーナ（あるいはトゥルビアーナ）に相当し、ミネラル感が豊かで長期熟成に向いたワインを生み出すという。

### 他品種との関係
マチェラータ県にみられる品種であるマチェラティーノは、2001年にフィリッペッティらの研究によってヴェルディッキオと近い類縁関係にあることが判明した。また、果皮色がピンクの「ヴェルディッキオ」は、マンモーロと親子関係にあるが、ヴェルディッキオ（ビアンコ）とは別品種であることがDNA型鑑定により明らかになっている。

### 交配種
インクローチョ・ブルーニ54 (Incrocio Bruni 54) は、ブルーノ・ブルーニが政府の要請に応じて1936年に開発した交配種であり、ソーヴィニヨン・ブランとヴェルディッキオを掛け合わせた白ブドウ品種である。マチェラータ県およびアンコーナ県を中心にわずかに栽培されており、コッリ・マチェラテージ DOC (Colli Maceratesi DOC) の白ワインでは、最大30%までブレンドに含めることが認められている。この品種のワインは、ヴェルディッキオの特徴を多少残しながらもソーヴィニヨン・ブラン独特のアロマティックなニュアンスを備えている。

## ブドウ栽培およびワイン醸造

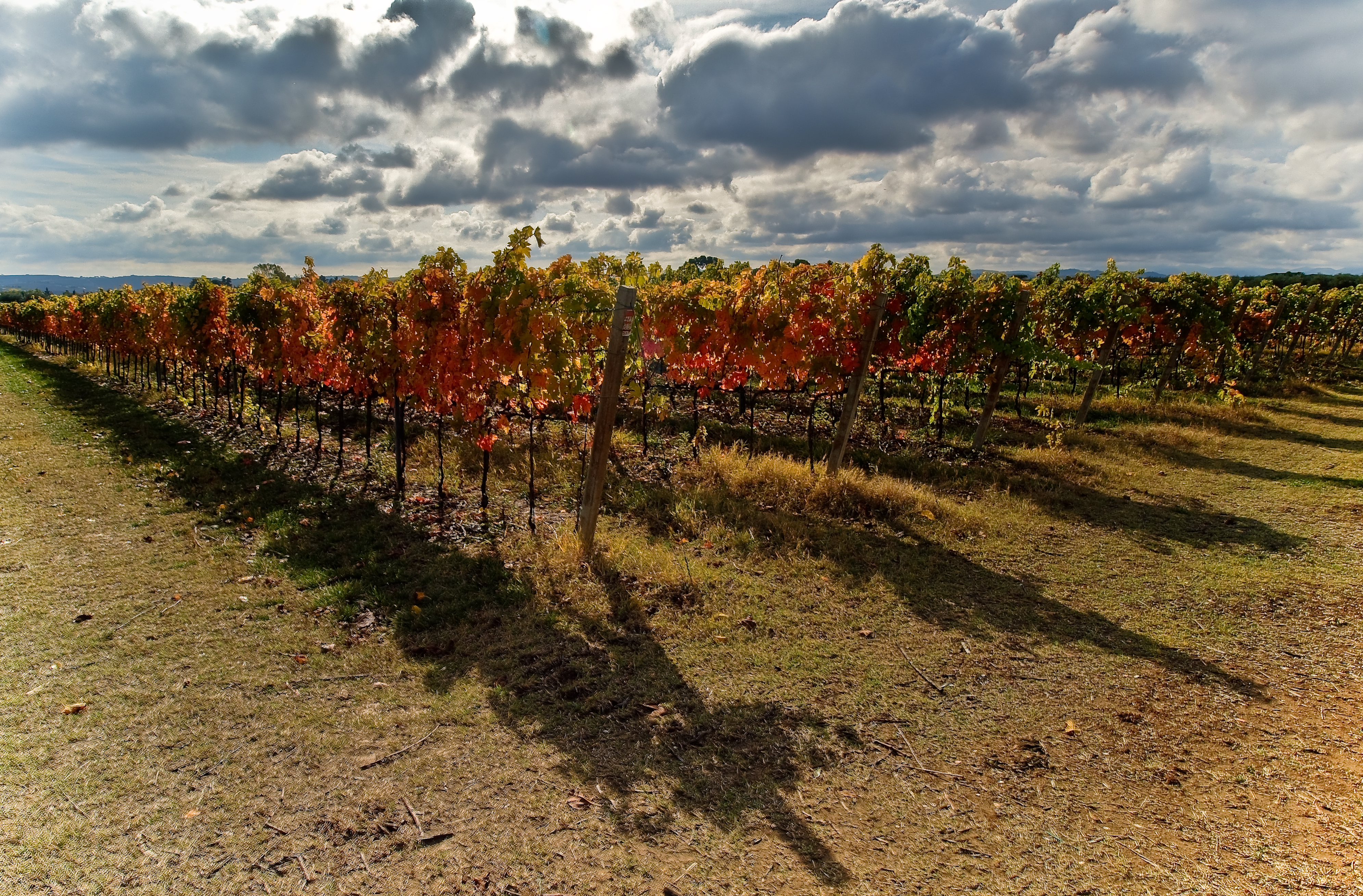
10月後半、収穫期を間近にしたヴェルディッキオ

ヴェルディッキオの果房の大きさは中程度の円筒円錐形で、1つまたは2つの岐肩をもっており、黄緑色の密着粒タイプと黄金色の疎着粒タイプがある（クローンの節を参照）。果粒は中程度の大きさで、円形にも近い扁円形をしており、蝋質の白い粉が多くみられる。成熟期は中期から晩期で、うどんこ病とべと病に弱く、とくに貴腐やサワー・ロット病にかかりやすい。ブドウの収穫量は少なめで、日当たりの良い傾斜地を好む。栽培には泥土質土壌、石灰質土壌が適している。
ヴェルディッキオはさまざまなテロワールに適応できるという特長があり、栽培農家に人気があった。また、成熟が均等にゆっくりと進むため複雑なワインの製造が可能であり、酒石酸含有量が必ず高くなることから、キレのある爽やかさと長期熟成に堪える力を両立させることが可能である。イタリア中部では、かつてスキンコンタクトの状態で発酵させ、果実味と重厚さを強化していたが、現在は一部の伝統回帰志向の生産者を除いて、スキンコンタクトをせず温度管理された近代的な醸造方法が用いられている。

## ワイン生産地域

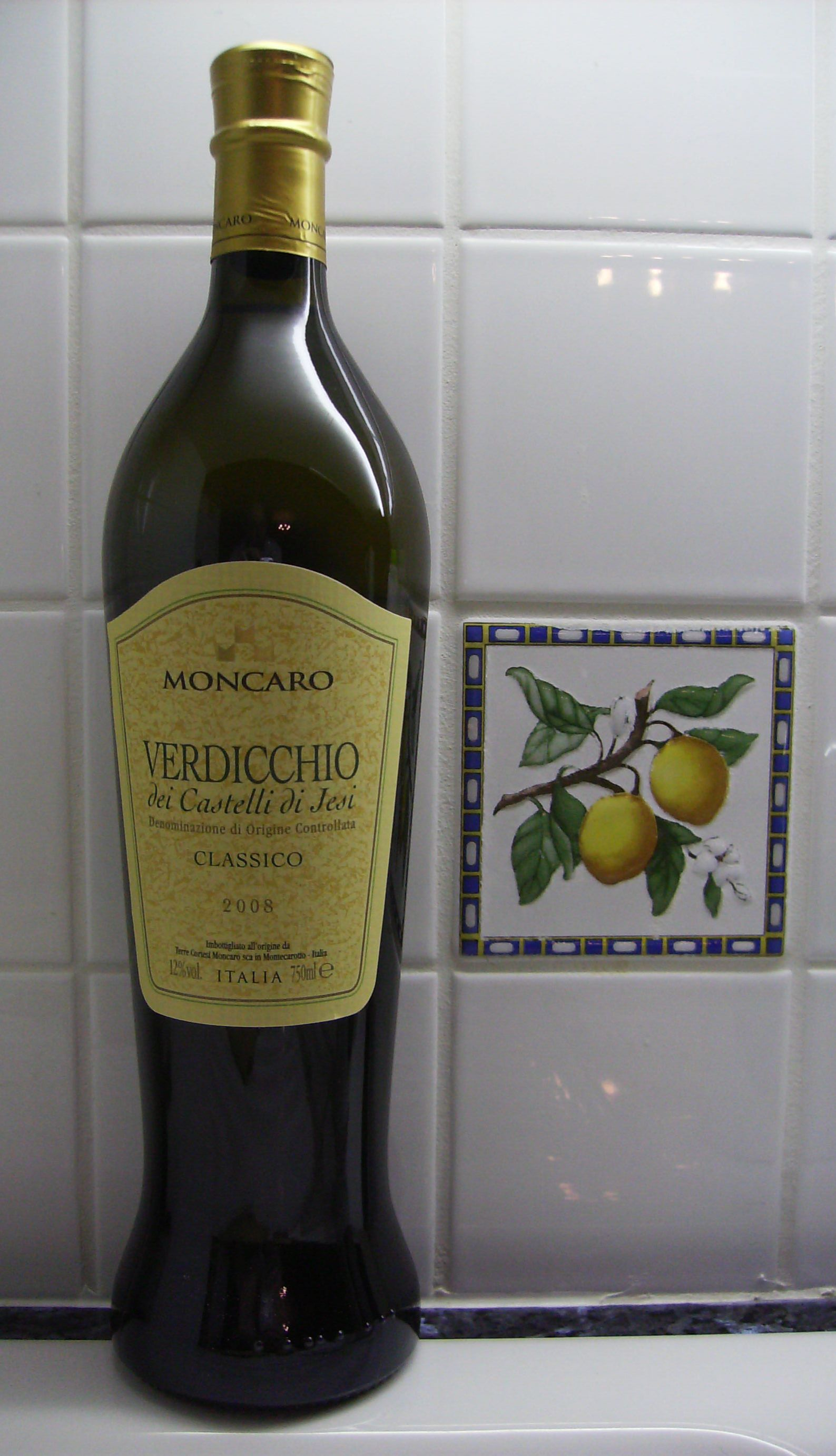
ヴェルディッキオ・デイ・カステッリ・ディ・イェージ DOCのワイン。アンフォラの形を模した瓶を使用している。

ヴェルディッキオはマルケ州やラツィオ州などの各地で広く栽培されているが、D.O.C.認定ワインのなかで最も目にすることが多いのは、ヴェルディッキオ・デイ・カステッリ・ディ・イェージ DOCとヴェルディッキオ・ディ・マテリカ DOCである。カステッリ・ディ・イェージはアンコーナ県イェージ周辺に位置し、マテリカよりも面積が広く、ワインの生産量も多い。隣県のマチェラータ県に位置するマテリカでは、ヴェルディッキオの収穫量はD.O.C.規定に従ってより厳しく管理されており、エジノ川流域の傾斜地がブドウ畑の最適な立地とされている。イタリア農業政策省のデータベースでは、ヴェルティッキオとトレッビアーノ・ディ・ソアーヴェ、さらにヴェルデッロが、同一品種であると認定されながらそれぞれ別々に登録されており、D.O.P. (D.O.C./D.O.C.G.) 規定における使用品種の名称は統一されていない。また、ラツィオ州のD.O.P.規定では現地での呼び名であるトレッビアーノ・ヴェルデが、ロンバルディア州のD.O.P.規定ではトレッビアーノ・ディ・ルガーナが、それぞれトレッビアーノ・ディ・ソアーヴェに併記されている。
イタリア以外では、ヴェルディッキオはブラジルのリオ・グランデ・ド・スル州においてペヴェレッラの名で栽培されており、2007年時点の栽培面積は20ヘクタールであった。これは19世紀末にトレント県から大量の移民が到来したためであると推測される。アメリカ合衆国カリフォルニア州のシエラ・フットヒルズにもブレンド用品種としての栽培例がみられる。
- カステッリ・ディ・イェージ・ヴェルディッキオ・リゼルヴァ DOCG (Castelli di Jesi Verdicchio Riserva DOCG) - アンコーナから内陸方面に約160キロの丘陵地に位置する。イェージの町を中心とするクラッシコ地区とイェージの北側の通常地域に分けられる[21]。ヴェルディッキオ・デイ・カステッリ・ディ・イェージ DOCと同じ区域であるが、2010年にD.O.C.G.規格として独立した。かつてアンフォラを象った瓶を使用し、ペッシェ・ヴィーノ（魚の形をした瓶のワイン）と呼ばれていたが、現在は通常の瓶を使用する生産者がほとんどである[21]。ブドウの収量制限は1ヘクタールあたり10トン以下、最低アルコール度数は12.5%となっている。リゼルヴァであるため、出荷までに18カ月以上の熟成期間を必要とする（収穫年の翌々年6月1日解禁）[21]。ヴェルディッキオ・デイ・カステッリ・ディ・イェージ DOCには発泡タイプのスプマンテと甘口のパッシートの規格も存在する[22]。
- ヴェルディッキオ・ディ・マテリカ・リゼルヴァ DOCG (Verdicchio di Matelica Riserva DOCG) - D.O.C.としてはカステッリ・ディ・イェージよりも先に認定された (1967年) が、生産量ははるかに少ない。カステッリ・ディ・イェージよりもさらに内陸部にある、標高の高い冷涼な谷間で生産される[23]。ヴェルディッキオ・ディ・マテリカ DOCと同じ区域であるが、2010年にD.O.C.G.規格として独立した。ブドウの収量制限は1ヘクタールあたり9.5トン以下、最低アルコール度数は12.5%となっている。リゼルヴァであるため、出荷までに18カ月以上の熟成期間を必要とする（収穫年の翌々年6月1日解禁）[23]。ヴェルディッキオ・ディ・マテリカ DOCには発泡タイプのスプマンテと甘口のパッシートの規格も存在する[24]。
- ソアーヴェ DOC、ソアーヴェ・スペリオーレ DOCG、レチョート・ディ・ソアーヴェ DOCG- ヴェネト州ヴェローナ県東部に位置する生産地域。規定においては現地での別名トレッビアーノ・ディ・ソアーヴェを使用している。いずれのワインもガルガーネガを主体品種（70%以上）とし、トレッビアーノ・ディ・ソアーヴェは補助的なブレンド用品種として最大30%まで使用が認められている[25]。（詳細はソアーヴェ (ワイン) を参照）
- ガルダ DOC (Garda DOC) - ガルダ湖を囲み、ロンバルディア州ブレシア県およびマントヴァ県、ヴェネト州ヴェローナ県にまたがる生産地域。2017年に規定が大幅に変更され、従来のリースリングを主体としたクラッシコ・ビアンコに代わる規格、ビアンコ（白ワイン）の使用品種として2つのトレッビアーノ（ディ・ソアーヴェおよびトスカーノ）が加わった[26][27]。

| 日本語表記†                                              | イタリア語表記                      | DOC/ DOCG | 州                       | ブレンドの基準（ブレンド規格対象の品種）†† |
| -------------------------------------------------------- | ----------------------------------- | --------- | ------------------------ | --- |
| カステッリ・ディ・イェージ・ヴェルティッキオ・リゼルヴァ | Castelli di Jesi Verdicchio Riserva | DOCG      | マルケ                   | ヴェルディッキオ85%以上、その他15%以下 |
| ヴェルディッキオ・ディ・マテリカ・リゼルヴァ             | Verdicchio di Matelica Riserva      | DOCG      | マルケ                   | ヴェルディッキオ85%以上、その他15%以下 |
| コッリ・ラヌヴィーニ                                     | Colli Lanuvini                      | DOC       | ラツィオ                 | (Bi) (Sp) マルヴァジーア（ディ・カンディアおよびプンティナータ）70%以下、トレッビアーノ（トスカーノ、ヴェルデ、ジャッロ）30%以上、その他15%以下 |
| コッリ・マチェラテージ                                   | Colli Maceratesi                    | DOC       | マルケ                   | (Bi) (Sp) (Pa) マチェラティーノ70%以上、インクローチョ・ブレーニ54、ペコリーノ、トレッビアーノ・トスカーノ、ヴェルディッキオ、シャルドネ、ソーヴィニヨン・ブラン、マルヴァジーア・ルンガ、グレケットのうち単独もしくは合わせて30%以下、その他15%以下             |
| コッリ・ペザレージ                                       | Colli Pesaresi                      | DOC       | マルケ                   | (Bi) (Sp) トレッビアーノ・トスカーノ、ヴェルディッキオ、ビアンカーメ、ピノ・グリージョ、ピノ・ネロ、リースリング・イタリコ、シャルドネ、ソーヴィニヨン・ブラン、ピノ・ビアンコのうち単独もしくくは合わせて75%以上、その他25%以下                                 |
| コントログエッラ                                         | Controguerra                        | DOC       | アブルッツォ             | (Sp) トレッビアーノ（トスカーノおよびアブルッツェーゼ）60%以上、シャルドネ、ヴェルディッキオ、ペコリーノのうち単独もしくは合わせて30%以上、その他10%以下 |
| エジノ                                                   | Esino                               | DOC       | マルケ                   | (Bi) (Fr) ヴェルディッキオ50%以上、その他50%以下 |
| マリーノ                                                 | Marino                              | DOC       | ラツィオ                 | (Va) トレッビアーノ・ヴェルデ85%以上、その他15%以下 |
| モンテコンパトリ=コロンナ                                | Montecompatri-Colonna               | DOC       | ラツィオ                 | マルヴァジーア（ディ・カンディアおよびプンティナータ）70%以下、トレッビアーノ（トスカーノ、ヴェルデ、ジャッロ）30%以上、ベッローネおよびボンビーノ・ビアンコ10%以下                                                                                              |
| ヴェッレトリ                                             | Velletri                            | DOC       | ラツィオ                 | (Bi) (Sp) マルヴァジーア（ディ・カンディアおよびプンティナータ）70%以下、トレッビアーノ（トスカーノ、ヴェルデ、ジャッロ）30%以上、その他20%以下 |
| ヴェルディッキオ・デイ・カステッリ・ディ・イェージ       | Verdicchio dei Castelli di Jesi     | DOC       | マルケ                   | ヴェルディッキオ85%以上、その他15%以下 |
| ヴェルティッキオ・ディ・マテリカ                         | Verdicchio di Matelica              | DOC       | マルケ                   | ヴェルディッキオ85%以上、その他15%以下 |
| ザガローロ                                               | Zagarolo                            | DOC       | ラツィオ                 | マルヴァジーア（ディ・カンディアおよびプンティナータ）70%以下、トレッビアーノ（トスカーノ、ヴェルデ、ジャッロ）30%以上、ベッローネおよびボンビーノ・ビアンコ10%以下                                                                                              |
| ビアンコ・ディ・ピティリアーノ                           | Bianco di Pitigliano                | DOC       | トスカーナ               | トレッビアーノ・トスカーノ40-100%、グレコ 、マルヴァジーア・ルンガ、ヴェルデッロ、グレケット、アンソニカ、シャルドネ、ソーヴィニヨン・ブラン、ヴィオニエ、ピノ・ビアンコ、リースリング・イタリコのうち単独もしくは合わせて60%以下、その他15%以下                 |
| レチョート・ディ・ソアーヴェ                             | Recioto di Soave                    | DOCG      | ヴェネト                 | ガルガーネガ70%以上、トレッビアーノ・ディ・ソアーヴェ30%以下、その他5%以下 |
| ソアーヴェ・スペリオーレ                                 | Soave Speriore                      | DOCG      | ヴェネト                 | ガルガーネガ70%以上、トレッビアーノ・ディ・ソアーヴェおよびシャルドネ30%以下、その他5%以下 |
| カプリアーノ・デル・コッレ                               | Capriano del Colle                  | DOC       | ロンバルディア           | (Bi) (Fr) トレッビアーノ・ディ・ソアーヴェおよびトレッビアーノ・トスカーノのうち単独もしくは合わせて60%以上、その他40%以下 (Va) (Fr) トレッビアーノ・ディ・ソアーヴェおよびトレッビアーノ・トスカーノのうち単独もしくは合わせて85%以上、その他15%以下            |
| カステッリ・ロマーニ                                     | Castelli Romani                     | DOC       | ラツィオ                 | (Bi) (Fr) マルヴァジーア（ディ・カンディアおよびプンティナータ）、トレッビアーノ（トスカーノ、ヴェルデ、ジャッロ）のうち単独もしくは合わせて70%以上 |
| コッリ・アルバーニ                                       | Colli Albani                        | DOC       | ラツィオ                 | マルヴァジーア・ディ・カンディア60%以下、トレッビアーノ（トスカーノ、ヴェルデ、ジャッロ）のうち単独もしくは合わせて25-50%、マルヴァジーア・プンティナータ5-45%、その他10%以下                                                                                    |
| ガンベッラーラ                                           | Gambellara                          | DOC       | ヴェネト                 | (Bi) (VS) ガルガーネガ80%以上、ピノ・ビアンコ、シャルドネ、トレッビアーノ・ディ・ソアーヴェのうち単独もしくは合わせて20%以下 (Sp) ガルガーネガ80%以上、ピノ・ビアンコ、シャルドネ、トレッビアーノ・ディ・ソアーヴェ、ドゥレッラのうち単独もしくは合わせて20%以下 |
| ガルダ                                                   | Garda                               | DOC       | ロンバルディア、ヴェネト | (Bi) ガルガーネガ、シャルドネ、ピノ・グリージョ、トレッビアーノ・ディ・ソアーヴェ、トレッビアーノ・トスカーノのうち単独もしくは合わせて50%以上 |
| ガルダ・コッリ・マントヴァーニ                           | Garda Colli Mantovani               | DOC       | ロンバルディア           | (Bi) ガルガーネガ35%以下、トレッビアーノ（ディ・ソアーヴェ、ジャッロ、トスカーノ）35%以下、シャルドネ35%以下、ソーヴィニヨン・ブラン、リースリング・レナーノ、リースリング・イタリコのうち単独もしくは合わせて15%以下                                            |
| ルガーナ                                                 | Lugana                              | DOC       | ロンバルディア、ヴェネト | トレッビアーノ・ディ・ソアーヴェ（トレッビアーノ・ディ・ルガーナ）90%以上、その他10%以下 |
| ローマ                                                   | Roma                                | DOC       | ラツィオ                 | (Bi) (Sp) マルヴァジーア・プンティナータ50%以上、ベッローネ、ボンビーノ・ビアンコ、グレコ ・ビアンコ 、トレッビアーノ・トスカーノ、トレッビアーノ・ヴェルデのうち単独もしくは合わせて35%以上、その他15%以下                                                      |
| ソアーヴェ                                               | Soave                               | DOC       | ヴェネト                 | ガルガーネガ70%以上、トレッビアーノ・ディ・ソアーヴェおよびシャルドネ30%以下、その他5%以下 |

† 理論上ヴェルディッキオがワインの50%以上を占めることがあるD.O.P.名は、太字で表示
†† 規定内に赤ワインなどブレンドの異なるワインの規格が存在する場合、ワインの種別を表示（規定内のすべてのワインに共通する場合は表示省略）：(Bi) = ビアンコ（白ワイン）、(Fr) = フリッツァンテ（微発泡ワイン）、(Pa) = パッシート（ストローワイン）、(Sp) = スプマンテ（スパークリングワイン）、(Va) = セパージュワイン（単独品種表示のワイン）、(VS) = ヴィン・サント（ストローワイン）

## ワインの特徴

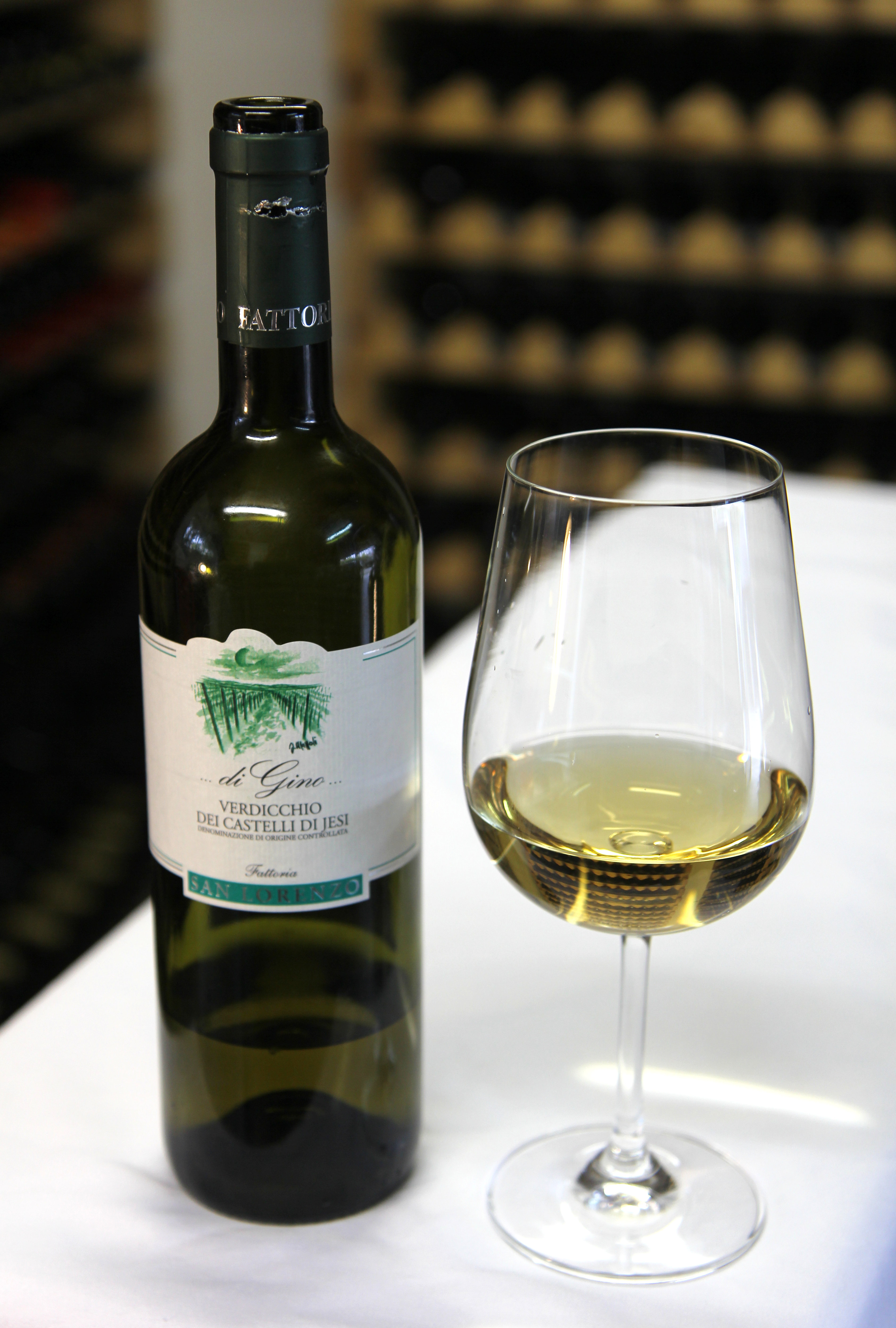
マルケ州のD.O.C.認定ワイン、ヴェルディッキオ・デイ・カステッリ・ディ・イェージ

ヴェルティッキオから作られるワインは、黄緑がかった麦わら色をしており、しっかりとした酸味のほかに、柑橘類、白い花、アーモンドなどの香りがする。ワイン専門家のジャンシス・ロビンソンによると、優れた収穫年のブドウで作られた出来の良いヴェルディッキオは、レモンのアロマとアーモンドのようなかすかなほろ苦さを帯びるという。またロビンソンは、このブドウにもともと備わっている強い酸は、スパークリングワインを製造する際のベースワインとするには適している、とも指摘している。
オズ・クラークによるとヴェルディッキオのワインは、20世紀後半の状態に比べると、生産者がD.O.C.の規定よりも収量を意図的に低く抑えて、強い酸味に見合うほどの豊かな果実味をもったブドウを生産するようになったこともあり、品質が改善してきているという。また、ヴェルディッキオはアロマが控えめなため、さまざまな食事との相性が非常に良い、とも述べている。
イタリアワインの専門家であるイアン・ダガータによると、若いヴェルディッキオのワインは爽やかで白い花のアロマが強く、繊細な果実味を帯びるが、年月を経ると火打ち石のようなミネラル感が際立ち、リースリングを彷彿とさせるケロシンのアロマが出てくるという。また、中川原まゆみによると、木樽で長期熟成したものは、アニス、ドライフルーツなどの香りが現れるとともに、緻密なミネラルが感じられるワインとなるという。
ヴェルディッキオのみで作られたスパークリングワインは比較的良質だが、世界級のスパークリングワインのような複雑味は感じられない。また、このブドウ品種は酸が強く貴腐にかかりやすいことから、飲み疲れしない上質の甘口ワインを生み出すことができるが、リースリングなどのようなアロマティックな品種ではないため、複雑味に欠ける。
見かけることは稀であるが、トレッビアーノ・ディ・ソアーヴェのセパージュワインは白い花のアロマをもち、酸味は穏やかで、熟していないアプリコットの果実のニュアンスが感じられる。トレッビアーノ・ディ・ルガーナ（もしくはトゥルビアーナ）のワインは、トレッビアーノ・ディ・ソアーヴェよりも濃醇でボディが重くなる傾向がある。

## 別名
ヴェルディッキオの別名は非常に多く、各地の地名に因むもの、長年別品種として扱われてきたもの以外にも、別品種との混同（特にトレッビアーノ系統やマチェラティーノ、ヴェルデカなど）に由来するものが含まれている。
アンジェリカ (Angelica, トレント自治県) 、ボスケーラ (Boschera)、ボスケーラ・ビアンカ (Boschera bianca) 、ルガーナ (Lugana, ブレシア県およびヴェローナ県、ガルダ湖周辺) 、マチェラテーゼ (Maceratese) 、マッジョーレ (Maggiore) 、マルキジャーノ (Marchigiano) 、マッツァニコ (Mazzanico) 、ペローゾ (Peloso) 、ペヴェレッラ (Peverella トレント自治県およびブラジル) 、ペヴェレッロ (Peverello,) 、ペヴェレンダ (Peverenda, トレント自治県) 、ペヴェリーゼ・ビアンコ (Peverise bianco, トレント自治県) 、プフェッファー (Pfeffer, ボルツァーノ自治県) 、プフェッファートラウベ (Pfeffertraube, ボルツァーノ自治県) 、テルビアーナ (Terbiana) 、トルビアーナ (Torbiana) 、トレッビアーノ・ディ・ルガーナ (Trebbiano di Lugana, ブレシア県およびヴェローナ県) 、トレッビアーノ・ディ・ソアーヴェ (Trebbiano di Soave, ブレシア県およびヴェローナ県)、 トレッビアーノ・ヴァルテネージ (Trebbiano Valtenesi, ブレシア県) 、トレッビアーノ・ヴェルデ (Trebbiano verde, ラツィオ州およびウンブリア州) 、トレッビアーノ・ヴェロネーゼ (Trebbiano Veronese, ヴェローナ県) 、トゥルビアーナ (Turbiana, ヴィチェンツァ県) 、トゥルビアーナ・モスカート (Turbiana Moscato) 、トゥルビアーノ (Turbiano, ヴィチェンツァ県) 、トゥルヴィアーナ (Turviana, ヴィチェンツァ県) 、ウーヴァ・アミネア (Uva Aminea) 、ウーヴァ・マラナ (Uva Marana) 、ヴェルデッロ・ドゥーロ・ペルシコ (Verdello duro persico) 、ヴェルデット (Verdetto, ロマーニャ県) 、ヴェルディッキオ・ビアンコ (Verdicchio bianco) 、ヴェルディッキオ・ドルチェ (Verdicchio Dolce) 、ヴェルディッキオ・ドラーテル (Verdicchio Doratel) 、ヴェルディッキオ・ドラテッロ (Verdicchio Doratello) 、ヴェルディッキオ・ジャッロ (Verdicchio Giallo, マルケ州) 、ヴェルディッキオ・マルキジャーノ (Verdicchio Marchigiano, マルケ州) 、ヴェルディッキオ・マリーノ (Verdicchio Marino) 、ヴェルディッキオ・ペローゾ (Verdicchio Peloso, マルケ州) 、ヴェルディッキオ・スクロッカレッロ (Verdicchio Scroccarello) 、ヴェルディッキオ・セロッカレッロ (Verdicchio Seroccarello) 、ヴェルディッキオ・ストラッチオーネ (Verdicchio Straccione) 、ヴェルディッキオ・ストレット (Verdicchio Stretto) 、ヴェルディッキオ・ヴェルダロ (Verdicchio Verdaro) 、ヴェルディッキオ・ヴェルデ (Verdicchio verde, マルケ州) 、ヴェルディッキオ・ヴェルツァーロ (Verdicchio Verzaro) 、ヴェルディッキオ・ヴェルツェッロ (Verdicchio Verzello) 、ヴェルドーネ (Verdone, マルケ州) 、ヴェルツァーロ (Verzaro) 、ヴェルツェッロ・ヴェルデ (Verzello verde)